# Ligamentum thyrohyoideum mediale

A gége szalagjai

A ligamentum thyrohyoideus medialis egy apró szalag, mely szemből nézve háromszög alakúnak tűnik. A pajzsporc (cartilago thyroidea) és a nyelvcsont (os hyoideum) között található. A ligamentum thyrohyoideum laterale a párja. 

## Külső hivatkozás
- Kép
- Interactive Head and Neck